# Contà
Contà är en kommun i provinsen Trento i regionen Trentino-Sydtyrolen i Italien. Kommunen hade 1 411 invånare (2018).
Kommunen Contà bildades den 1 januari 2016 genom en sammanslagning av de tidigare kommunerna Cunevo, Flavon och Terres.